# Véhicule léger affecté au transport public de personnes
Un véhicule léger affecté au transport public de personnes (VLTP) est une automobile utilisée pour le transport public de personnes.
Les VLTP sont des véhicules allant de la berline au minibus de 9 places maximum et les entrepreneurs de VLTP effectuent des « services occasionnels » et sont régis en France par le ministère des Transports.
Ces services sont définis à l'article 32 du  décret no 85-891 du 16 août 1985.
Tous les  entrepreneurs VLTP sont inscrits et visibles sur le site du ministère des Transports et fournissent généralement à leurs clients des prestations de taxi collectif ou taxi forfaitaire.